# Mariano Giaquinta
Mariano Giaquinta (Caltagirone, 1947) é um matemático italiano, conhecido por suas contribuições nas áreas de cálculo de variações e teoria da regularidade de equações diferenciais parciais. É professor de matemática da Escola Normal Superior de Pisa.

## Prêmios e condecorações
Giaquinta recebeu o Prêmio Giuseppe Bartolozzi de 1979 da União Matemática Italiana, o Prêmio Humboldt de 1990 e o Prêmio Amerio de 2006. Foi palestrante convidado do Congresso Internacional de Matemáticos em Berkeley (1986).

## Publicações selecionadas
- Giaquinta, Mariano (1983), Multiple integrals in the calculus of variations and nonlinear elliptic systems, ISBN 0-691-08330-4, Annals of Mathematics Studies, 105, Princeton, New Jersey: Princeton University Press, pp. vii+297, MR 0717034, Zbl 0516.49003
- Giaquinta, Mariano; Hildebrandt, Stefan (1996), Calculus of Variations I. The Lagrangian Formalism, ISBN 3-540-50625-X, Grundlehren der Mathematischen Wissenschaften, 310 1st ed. , Berlin: Springer–Verlag, pp. xxix+475, MR 1368401, Zbl 0853.49001.
- Giaquinta, Mariano; Hildebrandt, Stefan (1996), Calculus of Variations II. The Hamiltonian Formalism, ISBN 3-540-57961-3, Grundlehren der Mathematischen Wissenschaften, 311 1st ed. , Berlin: Springer–Verlag, pp. xxx+652, MR 1385926, Zbl 0853.49002
- Giaquinta, Mariano; Modica, Giuseppe; Souček, Jiří (1998), Cartesian Currents in the Calculus of Variation I. Cartesian Currents, ISBN 3-540-64009-6, Ergebnisse der Mathematik und ihrer Grenzgebiete. 3. Folge. A Series of Modern Surveys in Mathematics, 37, Berlin-Heidelberg-New York: Springer Verlag, pp. xxiv+711, MR 1645086, Zbl 0914.49001.
- Giaquinta, Mariano; Modica, Giuseppe; Souček, Jiří (1998), Cartesian Currents in the Calculus of Variation II. Variational integrals, ISBN 3-540-64010-X, Ergebnisse der Mathematik und ihrer Grenzgebiete. 3. Folge. A Series of Modern Surveys in Mathematics, 38, Berlin-Heidelberg-New York: Springer Verlag, pp. xxiv+697, MR 1645082, Zbl 0914.49002